# Робинсон, Тони
Сэр Энтони Робинсон (более известный как Тони Робинсон, 15 августа 1946) — британский актёр, комик, историк-любитель. Телеведущий и политический активист. Наиболее известен исполнением роли слуги Болдрика в телесериале «Чёрная Гадюка», а также как телеведущий проектов Channel 4 Time Team и The Worst Jobs in History. Член Национального исполнительного комитета Лейбористской партии в 2000—2004 годах.

## Награды и учёные степени
- 1999: Почётный Магистр искусств (M.A.) Бристольского университета за заслуги в драматургии и археологии.
- 2002: Почётный Магистр искусств (M.A.) Университета Восточного Лондона[2].
- 2005: Почётный доктор (D.Univ.) Открытого университета за вклад в образовательное и культурное благополучие общества[3][4].
- 2005: Почётный доктор юриспруденции (LL.D.) Университета Эксетера за политическую деятельность[5].
- 2006: Почётный доктор (D.Univ.) Университета Оксфорд Брукс[6].
- 2008: Награда Джеймса Джойса от Литературно-исторического общества Университетского колледжа Дублина.
- 2011: Почётный доктор наук (D.Sc.) Университета Честера.[7]
- 2013: Рыцарь-бакалавр по указу королевы Елизаветы II за общественную и политическую службу[8].
- 2019: Почётный доктор литературы (D.Litt.) Абердинского университета.[9]